# Eliteserien
La Eliteserien (pronunciación en noruego: /ɛˈlîːtəˌsɛrjən/) es la máxima categoría del sistema profesional de ligas de fútbol de Noruega. Participan dieciséis equipos que juegan entre los meses de marzo y noviembre. Está adscrita a la UEFA.
El campeonato noruego se celebra desde la temporada 1937-38, con divisiones regionales según los clubes participantes. En la temporada 1961-62 se implementó un sistema de todos contra todos con grupo único, y desde 1963 se disputa en los meses de primavera y verano. Por razones económicas y de clima, no se permitió el ascenso de clubes de Noruega Septentrional hasta 1972. El actual sistema se introdujo en 1990 para profesionalizar el deporte nacional, bajo el nombre comercial Tippeligaen debido al patrocinio de la empresa estatal de apuestas (Norsk Tipping).

## Historia
La Federación Noruega de Fútbol organizó un campeonato experimental en 1914 que no tuvo continuidad. Participaron seis clubes: Odd Grenland, Kvik Halden, Frigg Oslo FK, Drafn, Mercantile Ski-og FK y Larvik Turn IF.
Para la temporada 1937-38 se desarrolló una nueva competición, la Norgesserien. Los clubes participaban en divisiones regionales, y los campeones de cada una se enfrentaban después en una eliminación directa, de la que salía el campeón nacional. El primero en conseguirlo fue el Fredrikstad FK. Este sistema duró tres temporadas. Dejó de celebrarse con el estallido de la Segunda Guerra Mundial, y no se recuperó hasta la campaña 1947-48, bajo el nombre de Hovedserien. Ese mismo año se creó un sistema de ascensos y descensos.
En 1948-49 la participación se redujo a 16 clubes, divididos en dos grupos de 8 participantes por ubicación regional. El campeón de cada grupo se enfrentaba después en una gran final. 
Desde 1963 se disputa un sistema de todos contra todos en los meses de primavera y verano, por el que el torneo fue rebautizado como 1.divisjon. La participación quedó reducida a 10 equipos. En 1972 se aumentó la participación a 12 clubes y se permitió por primera vez el ascenso de clubes de Noruega Septentrional, con el debut del FK Mjølner de Narvik.
Igual que en otros estados escandinavos, el fútbol se profesionalizó en la década de 1990. La empresa estatal de apuestas Norsk Tipping se convirtió en el patrocinador oficial. Desde 1992 la marca Tippeligaen es la denominación más usual para referirse a la máxima categoría. En esta nueva fase destacó el dominio del Rosenborg BK, campeón durante trece temporadas consecutivas hasta 2004.
A partir de 2017, la Federación Noruega de Fútbol cambió el nombre del campeonato por el de Eliteserien.

## Sistema de competición
La Eliteserien es un torneo organizado y regulado (conjuntamente con la Primera División) por la Federación Noruega de Fútbol, y es la máxima categoría del sistema de ligas.
La competición se disputa anualmente, entre los meses de abril y noviembre por razones climatológicas. La mayoría de los clubes están situados en el Este de Noruega.
Participan un total de dieciséis equipos. Siguiendo un sistema de liga, se enfrentarán todos contra todos en dos ocasiones —una en campo propio y otra en campo contrario— sumando un total de 30 jornadas. El orden de los encuentros se decide por sorteo antes de empezar la competición. Se otorgan 3 puntos por victoria, 1 por empate para cada club y ninguno en caso de derrota.
Si al finalizar la liga dos equipos igualan a puntos, los mecanismos para desempatar la clasificación son los siguientes:
1. El que tenga una mayor diferencia entre goles a favor y en contra en todos los encuentros del campeonato.
2. Si persiste el empate, se tiene en cuenta el mayor número de goles anotados.
3. Si continúan empatados, se tienen en cuenta los resultados en los enfrentamientos entre ambos.

Al término de la Eliteserien, el equipo con más puntos será proclamado campeón y se clasificará para la Liga de Campeones de la UEFA desde la segunda ronda. El subcampeón y el tercer lugar obtendrán una plaza para la Liga Europea de la UEFA desde la primera ronda. El vencedor de la Copa de Noruega juega el mismo torneo desde la segunda ronda. Si está entre los tres primeros, se otorga otra plaza europea al cuarto lugar.
Los dos últimos clasificados descienden a Primera División y, de ésta, ascenderán recíprocamente los dos primeros. El antepenúltimo de la Eliteserien tiene que disputar una promoción por la permanencia, frente a un equipo de la categoría inferior que saldrá del play-off previo entre cuatro clubes, del tercero al sexto lugar que estén mejor clasificados.
Tal y como sucede en otros países europeos, Noruega tiene una jornada especial. Cada 16 de mayo, víspera del día de la Constitución de Noruega (Grunnlovsdagen), se celebra el llamado "Día Nacional del Fútbol", una jornada con horario unificado y en cuyos partidos suele haber mayor afluencia de espectadores.

## Temporada 2025
| Club                | Ciudad       | Estadio              | Capacidad |
| ------------------- | ------------ | -------------------- | --------- |
| FK Bodø/Glimt       | Bodø         | Aspmyra Stadion      | 5635      |
| SK Brann Bergen     | Bergen       | Brann Stadion        | 18 500    |
| Bryne FK            | Bryne        | Bryne Stadion        | 4000      |
| Fredrikstad FK      | Fredrikstad  | Fredrikstad Stadion  | 12 560    |
| Hamarkameratene     | Hamar        | Briskeby Arena       | 7600      |
| FK Haugesund        | Haugesund    | Haugesund Stadion    | 8754      |
| KFUM Oslo           | Oslo         | KFUM Arena           | 1500      |
| Kristiansund BK     | Kristiansund | Kristiansund Stadion | 4444      |
| Molde FK            | Molde        | Aker Stadion         | 11 800    |
| Rosenborg BK        | Trondheim    | Lerkendal Stadion    | 21 421    |
| Sandefjord FF       | Sandefjord   | Komplett.no Arena    | 6000      |
| Sarpsborg 08 FF     | Sarpsborg    | Sarpsborg Stadion    | 8022      |
| Strømsgodset IF     | Drammen      | Marienlyst Stadion   | 8935      |
| Tromsø IL           | Tromsø       | Alfheim Stadion      | 6687      |
| Vålerenga Fotball   | Oslo         | Intility Arena       | 16 555    |
| Viking Stavanger FK | Stavanger    | Viking Stadion       | 16 300    |

## Palmarés
| Temporada    | Campeón                                                                      | Subcampeón          | Tercero             | Máximo goleador                     | Club                          | Goles        |
| Norgesserien | Norgesserien                                                                 | Norgesserien        | Norgesserien        | Norgesserien                        | Norgesserien                  | Norgesserien |
| ------------ | ---------------------------------------------------------------------------- | ------------------- | ------------------- | ----------------------------------- | ----------------------------- | ------------ |
| 1937-38      | Fredrikstad FK                                                               | Lyn 1896 FK         |                     | Bandera de ?                        |                               |              |
| 1938-39      | Fredrikstad FK                                                               | Skeid Fotball       |                     | Bandera de ?                        |                               |              |
|              | Liga no disputada por Ocupación de Noruega durante la Segunda Guerra Mundial |                     |                     |                                     |                               |              |
| 1947-48      | SK Freidig                                                                   | FK Sparta Sarpsborg |                     | Bandera de ?                        |                               |              |
| Hovedserien  |                                                                              |                     |                     |                                     |                               |              |
| 1948-49      | Fredrikstad FK                                                               | Vålerenga Fotball   |                     | Arvid Havnås                        | Sandefjord BK                 | 12           |
| 1949-50      | IF Fram                                                                      | Fredrikstad FK      |                     | Reidar Dørum                        | FK Ørn-Horten                 | 13           |
| 1950-51      | Fredrikstad FK                                                               | Odds Ballklubb      |                     | Jon Sveinsson                       | Lyn 1896 FK                   | 19           |
| 1951-52      | Fredrikstad FK                                                               | SK Brann            |                     | Jon Tangen                          | Strømmen IF                   | 15           |
| 1952-53      | Larvik Turn IF                                                               | Skeid Fotball       |                     | Gunnar Thoresen Per Jacobsen        | Larvik Turn IF Odds Ballklubb | 15           |
| 1953-54      | Fredrikstad FK                                                               | Skeid Fotball       |                     | Gunnar Thoresen                     | Larvik Turn IF                | 15           |
| 1954-55      | Larvik Turn IF                                                               | Fredrikstad FK      |                     | Harald Hennum                       | Skeid Fotball                 | 13           |
| 1955-56      | Larvik Turn IF                                                               | Fredrikstad FK      |                     | Willy Fossli                        | Asker Fotball                 | 17           |
| 1956-57      | Fredrikstad FK                                                               | Odds Ballklubb      |                     | Per Kristoffersen                   | Fredrikstad FK                | 15           |
| 1957-58      | Viking FK                                                                    | Skeid Fotball       |                     | Harald Hennum                       | Skeid Fotball                 | 17           |
| 1958-59      | Lillestrøm SK                                                                | Fredrikstad FK      |                     | Reidar Sundby                       | Larvik Turn IF                | 13           |
| 1959-60      | Fredrikstad FK                                                               | Lillestrøm SK       | FK Eik Tønsberg 871 | Per Kristoffersen                   | Fredrikstad FK                | 13           |
| 1960-61      | Fredrikstad FK                                                               | FK Eik Tønsberg 871 | Vålerenga Fotball   | Per Kristoffersen                   | Fredrikstad FK                | 15           |
| 1961-62      | SK Brann                                                                     | Steinkjer FK        | Fredrikstad FK      | Rolf Birger Pedersen                | SK Brann                      | 26           |
| 1. División  |                                                                              |                     |                     |                                     |                               |              |
| 1963         | SK Brann                                                                     | Lyn 1896 FK         | Skeid Fotball       | Leif Eriksen                        | Vålerenga Fotball             | 16           |
| 1964         | Lyn 1896 FK                                                                  | Fredrikstad FK      | Sarpsborg FK        | Ole Stavrum                         | Lyn 1896 FK                   | 18           |
| 1965         | Vålerenga Fotball                                                            | Lyn 1896 FK         | Sarpsborg FK        | Harald Berg                         | Lyn 1896 FK                   | 19           |
| 1966         | Skeid Fotball                                                                | Fredrikstad FK      | Lyn 1896 FK         | Per Kristoffersen                   | Fredrikstad FK                | 20           |
| 1967         | Rosenborg BK                                                                 | Skeid Fotball       | Lyn 1896 FK         | Odd Iversen                         | Rosenborg BK                  | 17           |
| 1968         | Lyn 1896 FK                                                                  | Rosenborg BK        | Viking FK           | Odd Iversen                         | Rosenborg BK                  | 30           |
| 1969         | Rosenborg BK                                                                 | Fredrikstad FK      | Strømsgodset IF     | Odd Iversen                         | Rosenborg BK                  | 26           |
| 1970         | Strømsgodset IF                                                              | Rosenborg BK        | Hamarkameratene     | Steinar Pettersen                   | Strømsgodset IF               | 16           |
| 1971         | Rosenborg BK                                                                 | Lyn 1896 FK         | Viking FK           | Jan Fuglset                         | Fredrikstad FK                | 17           |
| 1972         | Viking FK                                                                    | Fredrikstad FK      | Strømsgodset IF     | Johannes Vold Egil Solberg          | Viking FK Mjøndalen IF        | 16           |
| 1973         | Viking FK                                                                    | Rosenborg BK        | IK Start            | Stein Karlsen                       | Hamarkameratene               | 17           |
| 1974         | Viking FK                                                                    | Molde FK            | Vålerenga Fotball   | Odd Berg                            | Molde FK                      | 13           |
| 1975         | Viking FK                                                                    | SK Brann            | IK Start            | Arne Dokken                         | Lillestrøm SK                 | 18           |
| 1976         | Lillestrøm SK                                                                | Mjøndalen IF        | SK Brann            | Jan Fuglset                         | Molde FK                      | 17           |
| 1977         | Lillestrøm SK                                                                | FK Bodø/Glimt       | Molde FK            | Trygve Johannesen                   | Viking FK                     | 17           |
| 1978         | IK Start                                                                     | Lillestrøm SK       | Viking FK           | Tom Lund                            | Lillestrøm SK                 | 17           |
| 1979         | Viking FK                                                                    | Moss FK             | IK Start            | Odd Iversen                         | Vålerenga Fotball             | 16           |
| 1980         | IK Start                                                                     | Bryne FK            | Lillestrøm SK       | Arne Dokken                         | Lillestrøm SK                 | 14           |
| 1981         | Vålerenga Fotball                                                            | Viking FK           | Rosenborg BK        | Pål Jacobsen                        | Vålerenga Fotball             | 16           |
| 1982         | Viking FK                                                                    | Bryne FK            | Lillestrøm SK       | Trygve Johannesen Tor Arne Granerud | Viking FK Hamarkameratene     | 11           |
| 1983         | Vålerenga Fotball                                                            | Lillestrøm SK       | IK Start            | Olav Nysæter                        | Kongsvinger IL                | 14           |
| 1984         | Vålerenga Fotball                                                            | Viking FK           | IK Start            | Sverre Brandhaug                    | Rosenborg BK                  | 13           |
| 1985         | Rosenborg BK                                                                 | Lillestrøm SK       | Vålerenga Fotball   | Jørn Andersen                       | Vålerenga Fotball             | 23           |
| 1986         | Lillestrøm SK                                                                | Mjøndalen IF        | Kongsvinger IL      | Arve Seland                         | IK Start                      | 12           |
| 1987         | Moss FK                                                                      | Molde FK            | Kongsvinger IL      | Jahn Kristian Fjærestad             | Moss FK                       | 18           |
| 1988         | Rosenborg BK                                                                 | Lillestrøm SK       | Molde FK            | Jan Åge Fjørtoft                    | Lillestrøm SK                 | 14           |
| 1989         | Lillestrøm SK                                                                | Rosenborg BK        | Tromsø IL           | Jahn Ivar Jakobsen                  | Rosenborg BK                  | 18           |
| 1990         | Rosenborg BK                                                                 | Tromsø IL           | Molde FK            | Tore André Dahlum                   | IK Start                      | 20           |
| Tippeligaen  |                                                                              |                     |                     |                                     |                               |              |
| 1991         | Viking FK                                                                    | Rosenborg BK        | IK Start            | Karl Petter Løken                   | Rosenborg BK                  | 12           |
| 1992         | Rosenborg BK                                                                 | Kongsvinger IL      | IK Start            | Kjell Roar Kaasa                    | Kongsvinger IL                | 17           |
| 1993         | Rosenborg BK                                                                 | FK Bodø/Glimt       | Lillestrøm SK       | Mons Ivar Mjelde                    | Lillestrøm SK                 | 19           |
| 1994         | Rosenborg BK                                                                 | Lillestrøm SK       | Viking FK           | Harald Martin Brattbakk             | Rosenborg BK                  | 17           |
| 1995         | Rosenborg BK                                                                 | Molde FK            | FK Bodø/Glimt       | Harald Martin Brattbakk             | Rosenborg BK                  | 26           |
| 1996         | Rosenborg BK                                                                 | Lillestrøm SK       | Viking FK           | Harald Martin Brattbakk             | Rosenborg BK                  | 28           |
| 1997         | Rosenborg BK                                                                 | SK Brann            | Strømsgodset IF     | Sigurd Rushfeldt                    | Rosenborg BK                  | 27           |
| 1998         | Rosenborg BK                                                                 | Molde FK            | Stabæk Fotball      | Sigurd Rushfeldt                    | Rosenborg BK                  | 25           |
| 1999         | Rosenborg BK                                                                 | Molde FK            | SK Brann            | Rune Lange                          | Tromsø IL                     | 23           |
| 2000         | Rosenborg BK                                                                 | SK Brann            | Viking FK           | Thorstein Helstad                   | SK Brann                      | 18           |
| 2001         | Rosenborg BK                                                                 | Lillestrøm SK       | Viking FK           | Frode Johnsen Thorstein Helstad     | Rosenborg BK SK Brann         | 17           |
| 2002         | Rosenborg BK                                                                 | Molde FK            | Lyn 1896 FK         | Harald Martin Brattbakk             | Rosenborg BK                  | 17           |
| 2003         | Rosenborg BK                                                                 | FK Bodø/Glimt       | Stabæk Fotball      | Harald Martin Brattbakk             | Rosenborg BK                  | 17           |
| 2004         | Rosenborg BK                                                                 | Vålerenga Fotball   | SK Brann            | Frode Johnsen                       | Rosenborg BK                  | 19           |
| 2005         | Vålerenga Fotball                                                            | IK Start            | Lyn 1896 FK         | Ole Martin Årst                     | Tromsø IL                     | 16           |
| 2006         | Rosenborg BK                                                                 | SK Brann            | Vålerenga Fotball   | Daniel Nannskog                     | Stabæk Fotball                | 19           |
| 2007         | SK Brann                                                                     | Stabæk Fotball      | Viking FK           | Thorstein Helstad                   | SK Brann                      | 22           |
| 2008         | Stabæk Fotball                                                               | Fredrikstad FK      | Tromsø IL           | Daniel Nannskog                     | Stabæk Fotball                | 16           |
| 2009         | Rosenborg BK                                                                 | Molde FK            | Stabæk Fotball      | Rade Prica                          | Rosenborg BK                  | 17           |
| 2010         | Rosenborg BK                                                                 | Vålerenga Fotball   | Tromsø IL           | Baye Djiby Fall                     | Molde FK                      | 16           |
| 2011         | Molde FK                                                                     | Tromsø IL           | Rosenborg BK        | Mustafa Abdellaoue                  | Tromsø IL                     | 17           |
| 2012         | Molde FK                                                                     | Strømsgodset IF     | Rosenborg BK        | Péter Kovács Zdeněk Ondrášek        | Strømsgodset IF Tromsø IL     | 14           |
| 2013         | Strømsgodset IF                                                              | Rosenborg BK        | FK Haugesund        | Frode Johnsen                       | Odds Ballklubb                | 16           |
| 2014         | Molde FK                                                                     | Rosenborg BK        | Odds Ballklubb      | Viðar Örn Kjartansson               | Vålerenga Fotball             | 25           |
| 2015         | Rosenborg BK                                                                 | Strømsgodset IF     | Stabæk Fotball      | Alexander Søderlund                 | Rosenborg BK                  | 22           |
| 2016         | Rosenborg BK                                                                 | SK Brann            | Odds Ballklubb      | Christian Gytkjær                   | Rosenborg BK                  | 19           |
| Eliteserien  |                                                                              |                     |                     |                                     |                               |              |
| 2017         | Rosenborg BK                                                                 | Molde FK            | Sarpsborg 08 FF     | Nicklas Bendtner                    | Rosenborg BK                  | 19           |
| 2018         | Rosenborg BK                                                                 | Molde FK            | SK Brann            | Franck Boli                         | Stabæk Fotball                | 16           |
| 2019         | Molde FK                                                                     | FK Bodø/Glimt       | Rosenborg BK        | Torgeir Børven                      | Odds Ballklubb                | 21           |
| 2020         | FK Bodø/Glimt                                                                | Molde FK            | Vålerenga Fotball   | Kasper Junker                       | FK Bodø/Glimt                 | 27           |
| 2021         | FK Bodø/Glimt                                                                | Molde FK            | Viking FK           | Ohi Omoijuanfo Thomas Lehne Olsen   | Molde FK Lillestrøm SK        | 26           |
| 2022         | Molde FK                                                                     | FK Bodø/Glimt       | Rosenborg BK        | Amahl Pellegrino                    | FK Bodø/Glimt                 | 25           |
| 2023         | FK Bodø/Glimt                                                                | SK Brann            | Tromsø IL           | Amahl Pellegrino                    | FK Bodø/Glimt                 | 24           |
| 2024         | FK Bodø/Glimt                                                                | SK Brann            | Viking FK           | Kristian Eriksen                    | Molde FK                      | 14           |

## Títulos por club
| Club                  | Títulos | Subtítulos | Años de los campeonatos |
| --------------------- | ------- | ---------- | --- |
| Rosenborg BK          | 26      | 7          | 1967, 1969, 1971, 1985, 1988, 1990, 1992, 1993, 1994, 1995, 1996, 1997, 1998, 1999, 2000, 2001, 2002, 2003, 2004, 2006, 2009, 2010, 2015, 2016, 2017, 2018 |
| Fredrikstad FK        | 9       | 9          | 1938, 1939, 1949, 1951, 1952, 1954, 1957, 1960, 1961 |
| Viking Stavanger FK   | 8       | 2          | 1958, 1972, 1973, 1974, 1975, 1979, 1982, 1991 |
| Molde FK              | 5       | 11         | 2011, 2012, 2014, 2019, 2022 |
| Lillestrøm SK         | 5       | 8          | 1959, 1976, 1977, 1986, 1989 |
| Vålerenga Fotball     | 5       | 3          | 1965, 1981, 1983, 1984, 2005 |
| FK Bodø/Glimt         | 4       | 5          | 2020, 2021, 2023, 2024 |
| SK Brann Bergen       | 3       | 7          | 1962, 1963, 2007 |
| Larvik Turn IF        | 3       | -          | 1953, 1955, 1956 |
| Lyn 1896 FK           | 2       | 4          | 1964, 1968 |
| Strømsgodset IF       | 2       | 2          | 1970, 2013 |
| IK Start Kristiansand | 2       | 1          | 1978, 1980 |
| Skeid Fotball         | 1       | 5          | 1966 |
| Moss FK               | 1       | 1          | 1987 |
| Stabæk Fotball        | 1       | 1          | 2008 |
| SK Freidig            | 1       | -          | 1948 |
| IF Fram Larvik        | 1       | -          | 1950 |
| Tromsø IL             | -       | 2          | ----- |
| Odds Ballklubb        | -       | 2          | ----- |
| Bryne FK              | -       | 2          | ----- |
| Mjøndalen IF          | -       | 2          | ----- |
| Kongsvinger IL        | -       | 1          | ----- |
| FK Eik Tønsberg 871   | -       | 1          | ----- |
| FK Sparta Sarpsborg   | -       | 1          | ----- |
| Steinkjer FK          | -       | 1          | ----- |

## Clasificación histórica
- Tabla de clasificación de la Eliteserien desde 1963 hasta finalizado el torneo de 2020. Se consideran tres puntos por victoria, un punto por empate y cero puntos por derrota.
- En negrita los clubes participantes de la Eliteserien 2021.

| N.º | Club                | Temp. | P.D. | P.G. | P.E. | P.P. | G.F. | G.C. | Dif.  | Puntos |
| --- | ------------------- | ----- | ---- | ---- | ---- | ---- | ---- | ---- | ----- | ------ |
| 1.  | Rosenborg BK        | 53    | 1298 | 705  | 318  | 275  | 2646 | 1475 | +1171 | 2433   |
| 2.  | Viking FK           | 53    | 1282 | 539  | 340  | 403  | 2014 | 1697 | +314  | 1957   |
| 3.  | SK Brann            | 50    | 1220 | 483  | 292  | 445  | 1897 | 1824 | +73   | 1741   |
| 4.  | Lillestrøm SK       | 45    | 1134 | 474  | 309  | 351  | 1808 | 1436 | +372  | 1731   |
| 5.  | Molde FK            | 42    | 1072 | 488  | 241  | 343  | 1812 | 1497 | +315  | 1705   |
| 6.  | Vålerenga Fotball   | 47    | 1154 | 441  | 286  | 427  | 1755 | 1684 | +71   | 1406   |
| 7.  | IK Start            | 37    | 932  | 320  | 223  | 389  | 1350 | 1504 | −154  | 1183   |
| 8.  | Strømsgodset IF     | 32    | 808  | 313  | 179  | 313  | 1322 | 1341 | −19   | 1121   |
| 9.  | Tromsø IL           | 32    | 836  | 301  | 209  | 326  | 1177 | 1227 | −50   | 1112   |
| 10. | Stabæk IF           | 24    | 668  | 270  | 161  | 237  | 1091 | 991  | +100  | 971    |
| 11. | Odds Ballklubb      | 24    | 648  | 266  | 144  | 238  | 969  | 954  | +15   | 942    |
| 12. | FK Bodø/Glimt       | 25    | 654  | 242  | 158  | 254  | 1062 | 1053 | +9    | 884    |
| 13. | Lyn 1896 FK         | 26    | 584  | 212  | 142  | 230  | 876  | 911  | -35   | 778    |
| 14. | Fredrikstad FK      | 25    | 558  | 205  | 135  | 218  | 823  | 846  | −23   | 750    |
| 15. | Hamarkameratene     | 21    | 474  | 154  | 116  | 204  | 606  | 750  | −144  | 578    |
| 16. | Moss FK             | 19    | 442  | 151  | 105  | 186  | 622  | 701  | −79   | 558    |
| 17. | Kongsvinger IL      | 18    | 424  | 151  | 97   | 176  | 600  | 700  | −100  | 550    |
| 18. | FK Haugesund        | 14    | 408  | 149  | 96   | 163  | 584  | 619  | −35   | 543    |
| 19. | Bryne FK            | 17    | 390  | 133  | 97   | 160  | 561  | 614  | −53   | 496    |
| 20. | Sogndal Fotball     | 18    | 468  | 124  | 124  | 220  | 566  | 838  | −264  | 496    |
| 21. | Aalesunds FK        | 14    | 404  | 131  | 94   | 179  | 536  | 666  | −130  | 487    |
| 22. | Skeid Fotball       | 18    | 376  | 138  | 69   | 169  | 506  | 603  | −97   | 483    |
| 23. | Mjøndalen IF        | 16    | 376  | 121  | 85   | 170  | 456  | 582  | −126  | 418    |
| 24. | Sarpsborg 08 FF     | 9     | 270  | 80   | 85   | 105  | 343  | 415  | −72   | 325    |
| 25. | Sarpsborg FK        | 11    | 206  | 71   | 49   | 86   | 253  | 295  | −42   | 262    |
| 26. | Sandefjord Fotball  | 8     | 232  | 53   | 51   | 128  | 266  | 421  | −155  | 210    |
| 27. | Frigg Oslo FK       | 8     | 148  | 45   | 41   | 62   | 176  | 255  | −79   | 176    |
| 28. | Kristiansund BK     | 4     | 120  | 46   | 37   | 37   | 188  | 173  | +15   | 175    |
| 29. | IL Hødd             | 6     | 120  | 28   | 25   | 67   | 146  | 240  | −94   | 109    |
| 30. | Steinkjer FK        | 5     | 94   | 27   | 24   | 43   | 122  | 166  | −44   | 105    |
| 31. | Hønefoss BK         | 3     | 90   | 20   | 29   | 41   | 92   | 151  | -59   | 89     |
| 32. | Sandnes Ulf         | 3     | 90   | 21   | 24   | 45   | 107  | 167  | −60   | 87     |
| 33. | Fyllingen Fotball   | 3     | 66   | 17   | 19   | 30   | 65   | 106  | −41   | 70     |
| 34. | Ranheim Fotball     | 2     | 60   | 19   | 12   | 29   | 79   | 105  | −26   | 69     |
| 35. | FK Eik Tønsberg 871 | 3     | 66   | 19   | 12   | 35   | 79   | 125  | −46   | 69     |
| 36. | Raufoss IL          | 3     | 62   | 11   | 15   | 36   | 59   | 117  | −58   | 48     |
| 37. | Strindheim IL       | 2     | 48   | 9    | 10   | 29   | 54   | 114  | −60   | 37     |
| 38. | FK Mjølner          | 2     | 44   | 7    | 9    | 28   | 33   | 83   | −50   | 30     |
| 39. | Strømmen IF         | 2     | 44   | 6    | 9    | 29   | 39   | 80   | −41   | 27     |
| 40. | Sandefjord BK       | 2     | 36   | 6    | 7    | 23   | 29   | 80   | −51   | 25     |
| 41. | SK Haugar           | 1     | 22   | 2    | 12   | 8    | 20   | 38   | −18   | 18     |
| 42. | FK Lisleby          | 1     | 18   | 4    | 5    | 9    | 22   | 26   | −4    | 17     |
| 43. | FK Gjøvik/Lyn       | 1     | 18   | 5    | 1    | 12   | 29   | 47   | −18   | 16     |
| 44. | SK Vard             | 1     | 22   | 2    | 9    | 11   | 21   | 36   | −15   | 15     |
| 45. | SK Djerv 1919       | 1     | 22   | 3    | 4    | 15   | 17   | 59   | −42   | 13     |
| 46. | IF Pors             | 1     | 18   | 3    | 1    | 14   | 10   | 46   | −36   | 10     |
| 47. | Os TF               | 1     | 22   | 0    | 5    | 17   | 15   | 50   | −35   | 5      |

## Estadísticas de jugadores
- Actualizado a la finalización de la Eliteserien 2019.

     Futbolistas aún en actividad.
| N.º | Jugador                 | Periodo   | Goles |
| --- | ----------------------- | --------- | ----- |
| 1   | Sigurd Rushfeldt        | 1992–2011 | 172   |
| 2   | Harald Martin Brattbakk | 1990–2005 | 166   |
| 3   | Petter Belsvik          | 1989–2003 | 159   |
| 4   | Odd Iversen             | 1967–1982 | 158   |
| 5   | Per Kristoffersen       | 1956–1968 | 145   |
| 6   | Frode Johnsen           | 1999–2015 | 132   |
| 7   | Thorstein Helstad       | 1995–2013 | 116   |
| 7   | Bengt Sæternes          | 1996–2011 | 116   |
| 9   | Jostein Flo             | 1987–2001 | 114   |
| 10  | Arild Sundgot           | 1995–2011 | 111   |

| N.º | Jugador            | Periodo       | Partidos |
| --- | ------------------ | ------------- | -------- |
| 1   | Daniel Berg Hestad | 1993–2016     | 473      |
| 2   | Morten Berre       | 1996–2015     | 452      |
| 3   | Frode Kippe        | 1997–2019     | 441      |
| 4   | Roar Strand        | 1989–2010     | 439      |
| 5   | Øyvind Storflor    | 1999–2019     | 421      |
| 6   | Espen Hoff         | 1999–2016     | 406      |
| 7   | Steffen Hagen      | 2004–Presente | 356      |
| 8   | Christer Basma     | 1993–2008     | 350      |
| 9   | Ola By Rise        | 1977–1995     | 346      |
| 10  | Runar Berg         | 1990–2009     | 345      |